# Pont de les Merites
El pont de les Merites és una obra de Torà (Solsonès) inclosa a l'Inventari del Patrimoni Arquitectònic de Catalunya.

## Descripció
El pont fou construït per salvar el pas d'una riba a l'altra del riu Llanera.
Presenta dos ulls d'arcs de mig punt dovellats: un de principal més gran i l'altre de secundari. A banda i banda de la riba hi trobem uns murs de contenció que reforcen l'estructura.

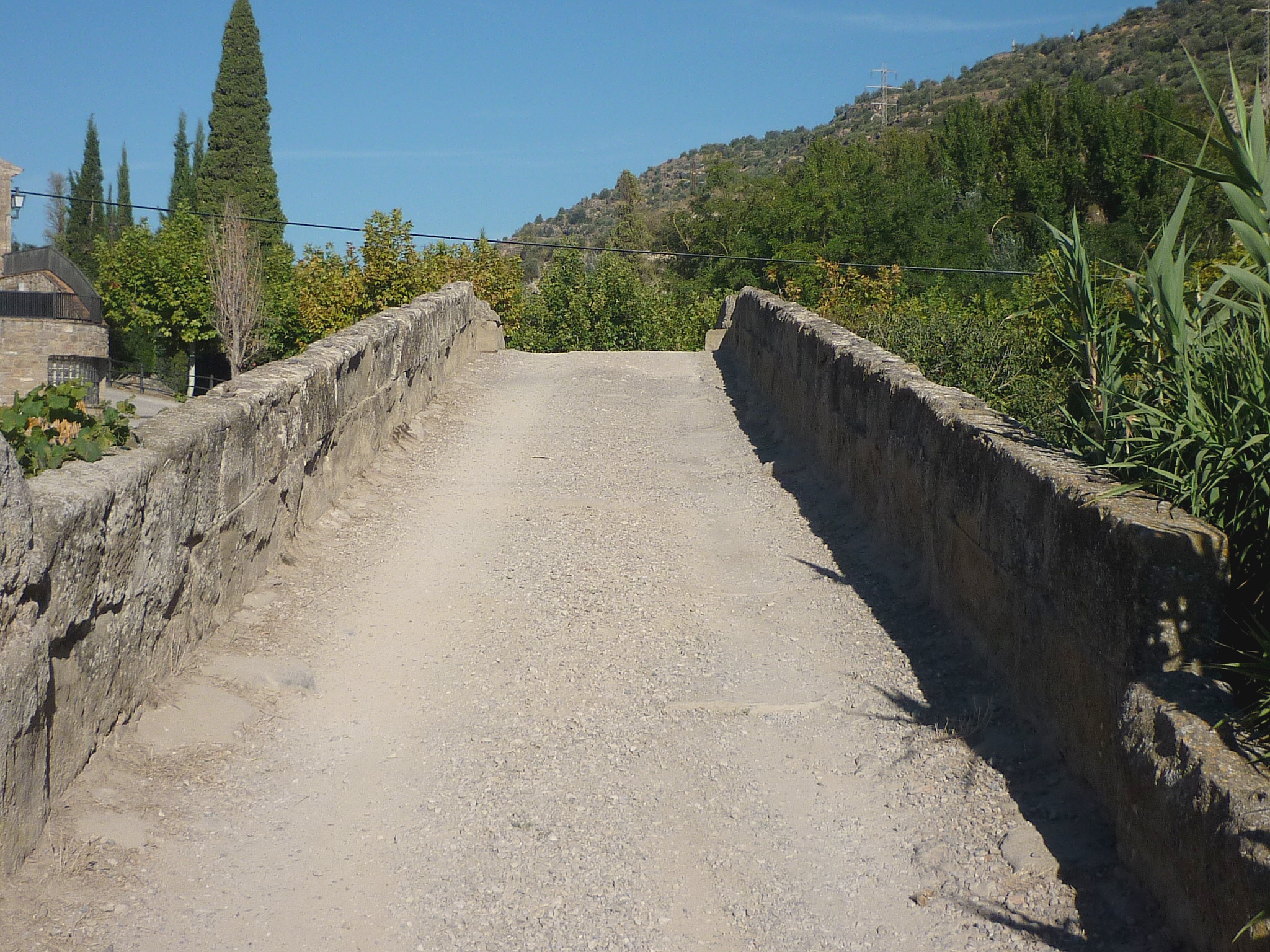
Calçada del pont

Presenta dos desnivells amb un punt màxim al centre del mateix pont i s'ha de passar a peu pel fort desnivell i la seva estretor. Una barana d'1,20 ressegueix tot el perfil del pont per les dues bandes.
L'aparell és molt regular, ja que els carreus que formen les filades estan molt ben escairats.
A la banda oest del pont, la que dona a la baixada del castell, trobem un pilonet que indica la data en què es va construir aquesta obra d'enginyeria civil, "1724".